# Puente Cartier-Macdonald
El Puente Cartier-Macdonald o el Puente Macdonald-Cartier (en francés: Pont Cartier-Macdonald; en inglés: Macdonald-Cartier bridge) es un puente que conecta Ottawa, Ontario, con Gatineau, Quebec ambos en Canadá. El puente posee 618 m de largo de viga de acero continua y lleva seis carriles de tráfico. Vincula la Avenida rey Eduardo y Sussex Drive en Ottawa con Autoroute 5 en Quebec. Es el puente más oriental que une a Ottawa con Gatineau, corriendo justo al este del puente de Alexandra.
El puente fue construido desde 1963 hasta 1965 por el gobierno federal y los gobiernos de las dos provincias. Es propiedad y está mantenido por Obras Públicas y Servicios del Gobierno de Canadá. Debe su nombre a John A. Macdonald y George-Étienne Cartier, cuyos nombres son representativos de la relación entre los canadienses de origen francés e inglés.